# Записки про Московію
«Записки про Московію» — спогади дипломатичного агента французького уряду Де ля Невіля про своє перебування у Москві в 1689 році.

В цей час у Москві перебував Мазепа, з яким Де ля Невіль мав таємні зустрічі.
В «Записках» скрізь мова йде саме про назву «Україна».